# Jerzy Hryniewiecki

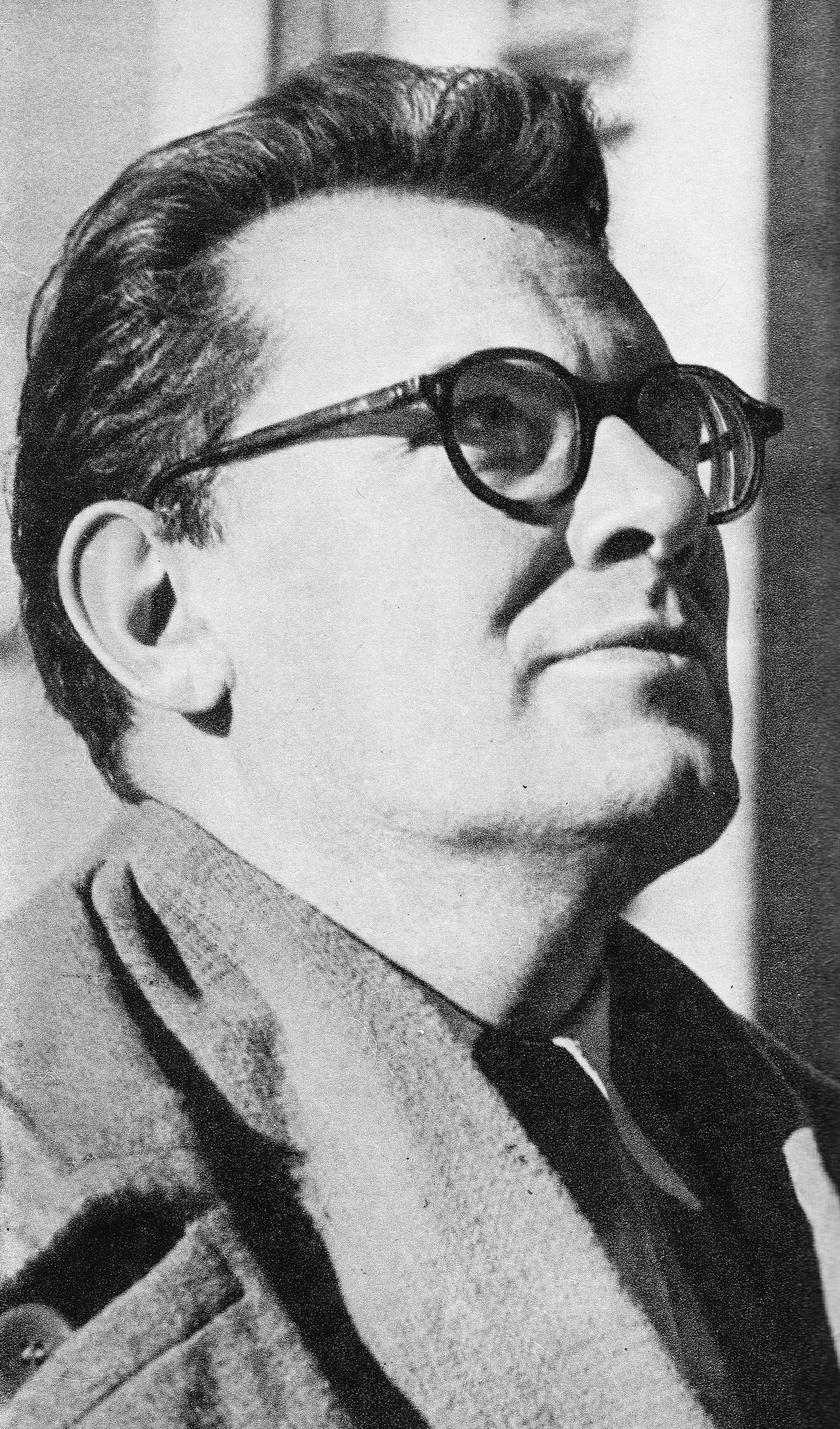
Jerzy Hryniewiecki

Jerzy Hryniewiecki (* 21. April 1908 in Dorpat (heute: Tartu, Estland), Gouvernement Livland, Russisches Kaiserreich; † 21. August 1989 in Warschau) war ein polnischer Architekt, Hochschullehrer, Stadtplaner sowie Planer für Industrie- und Sportprojekte und andere Bauten für die Öffentlichkeit.

## Leben

### Herkunft
Hryniewiecki wurde in Dorpat im früheren Gouvernement Livland des russischen Kaiserreiches geboren. Dort war sein Vater Dozent für Biologie an der Kaiserlichen Universität Dorpat. 

### Werdegang
Nach dem Ersten Weltkrieg besuchte er in Warschau das dortige Gymnasium und Lyzeum Stefan Batory und nahm an dem Aufbau der polnischen Pfadfinderbewegung in führender Position teil. Nach dem Abitur studierte er an der Technischen Universität Warschau. Während der Studienzeit besuchte er viele Länder Europas und des Nahen Ostens und legte Praktika in der Tschechoslowakei und in Holland ab.
1931 machte Hryniewiecki eine Ausbildung an der Schule für die Reserveartillerie in Włodzimierz Wołyński in Wolhynien heute in der Ukraine und wurde der Flugabwehr-Artillerie in Warschau als Reservist zugeordnet. In den folgenden Jahren verbesserte er seine Sprachkenntnisse in der russischen, der italienischen und englischen Sprache und lernte Deutsch.
Ab 1937 arbeitete er im Städtischen Planungsbüro von Warschau und war gleichzeitig Stadtteilarchitekt von Mokotów. Daneben arbeitete er an den polnischen Ausstellungspavillons für die Weltausstellung 1937 in Paris und der Weltausstellung 1939 in New York City mit. 1939 wurde er mobilisiert und in der Tucheler Heide im früheren Westpreußen bei der Flugabwehr stationiert. Nach der Kapitulation seiner Einheit, die vorher noch für Tapferkeit ausgezeichnet worden war, wurde er zuerst in Spittal an der Drau in Kärnten und später im Offizierslager II C in Woldenburg in der damals pommerschen Neumark gefangengehalten. Er kehrte am 30. Januar 1945 nach Polen zurück.
1946 wurde Hryniewiecki Professor an der Technischen Universität in Warschau und plante als Mitglied des Warschauer Büros für Industriebauten unter anderen die Fabrik H. Cegielski in Posen, die Bierut-Hütte in Częstochowa, die Personenkraftwagenfabrik (Fabryka Samochodów Osobowych) „FSO“ in Żerań im Norden Warschaus und die Lastkraftwagenfabrik in Lublin. Ferner plante er verschiedene Ausstellungen der Volksrepublik Polen im In- und Ausland.
Hryniewiecki war unabhängiger Abgeordneter im polnischen Parlament, dem Sejm, in der zweiten und dritten Legislaturperiode und zeitweilig Vorsitzender der Vereinigung der Architekten der Polnischen Republik (SARP). Er wurde in Warschau auf dem Powązki-Friedhof beerdigt.

## Preise und Auszeichnungen
- 1977: Ehrenpreis der Vereinigung der Architekten der Polnischen Republik
- 1980: Dr. h.c. der Technischen Universität Krakau

## Planungen und Bauten (Auswahl)
- 1948: Planung und Ausführung der „Ausstellung der Wiedergewonnenen Gebiete“ (polnisch Wystawa zien Odzyskanych) in der vom Architekten Max Berg 1913 gebauten Jahrhunderthalle in Breslau.
- 1953 bis 1955: Stadion des 10. Jahrestages, Praga, Warschau, zusammen im Zbigniew Ihnatowicz und Jerzy Sołtan.[1]
- 1959 bis 1962: Supermarkt Supersam in Warschau.
- 1960 bis 1971: Sporthalle Spodek („Fliegende Untertasse“) in Kattowitz, Oberschlesien.